# Miklós Szabolcsi
Miklós Szabolcsi (n. 3 martie 1921, Budapesta, Regatul Ungariei – d. 2 septembrie 2000, Budapesta, Ungaria) a fost un istoric literar, critic literar și profesor universitar maghiar, membru titular al Academiei Maghiare de Științe și laureat al Premiului de Stat al Ungariei. Domeniile sale principale de cercetare au fost opera lui Attila József și literatura avangardistă maghiară și europeană. Între anii 1981 și 1988 a fost directorul general al Institutului Pedagogic Național.

## Biografie
După încheierea studiilor secundare în 1939 a fost admis la secția de filologie maghiară-franceză a Universității Pázmány Péter din Budapesta, pe care a absolvit-o în 1943. Începând din 1945 a lucrat ca profesor de liceu până în 1953. Pe parcursul a doi ani (1948-1950) a lucrat, de asemenea, ca funcționar în Ministerul Religiei și Educației Publice. A fost apoi între 1953-1956 redactor-șef adjunct al revistei Csillag. În 1956 a fost angajat în cadrul Institutului de Istorie Literară a Academiei Maghiare de Științe, iar mai târziu a devenit șef de departament. Între timp, în perioada 1959-1961 a lucrat ca redactor responsabil al revistei Élet és Irodalom. În 1967 a fost numit director general al Institutului de Istorie Literară (institutul a fost primit în 1968 denumirea de Institutul de Literatură). A deținut această funcție până în 1980. În 1981 a preluat conducerea Institutului Pedagogic Național, pe care a deținut-o până în 1988. Pe lângă activitatea sa de cercetare a lucrat ca profesor la Universitatea Kossuth Lajos din Debrețin în perioada 1962-1964, apoi între 1965 și 1966 a fost profesor invitat la Universitatea Sorbona din Paris. Începând din 1964 până în 1994 a fost profesor la  Universitatea „Eötvös Loránd”, unde a predat cursuri de literatură maghiară a secolului al XX-lea și a fost apoi până în 1995 consultant științific. În 1998 a obținut titlul de profesor emerit.
În 1960 a susținut teza de candidat în științe, iar în 1963 a devenit doctor în filologie. A fost membru al Comisiei de Literatură a Academiei Maghiare de Științe. În 1965 a fost ales membru corespondent al Academiei Maghiare de Științe, iar în 1976 a devenit membru titular. Între 1970 și 1973 a fost vicepreședinte al secției de limbă și literatură a Academiei Maghiare, apoi până în 1985 a fost președinte. Apoi, până în 1995 a fost membru în Comitetul de Calificare Științifică, iar după desființarea acestuia până în 1998 membru al Comisiei de Doctorat. În afară de activitatea sa academică, a fost președinte al Asociației Internaționale de Limbi și Literaturi Moderne între 1981 și 1984, după care a fost ales președinte de onoare.

## Familia
Tatăl său a fost scriitorul, poetul și jurnalistul Lajos Szabolcsi, iar unchiul său a fost muzicologul Bence Szabolcsi. În 1948 s-a căsătorit cu istoricul de artă Hedvig Margules, care a obținut în 1969 un doctorat în domeniul ei de studiu. Fiul lor, János Szabolcsi, a fost profesor, maestru de șah și publicist.

## Premii și alte distincții
- Medalia de aur pentru merit a Republicii Populare Ungare (1949)
- Meritul Academic (1958)
- Premiul Attila József (1959, 1964)
- Premiul de stat al Republicii Populare Ungare (1980) – pentru cercetarea operei lui Attila József și pentru studiile de istoria literaturii maghiare din secolul al XX-lea
- Ordinul Palmelor Academice în grad de ofițer (Franța, 1987)
- Medalia comemorativă Pál Demény (2005)[4]
- Placheta memorială Attila József (2005)[4]

## Lucrări principale
Miklós Szabolcsi a publicat în cursul vieții sale un număr de 487 de lucrări știițifice. dintre care cele mai importante sunt următoarele:
- Az irodalmi stílusvizsgálat XX. századi módszerei; Egyetemi Ny., Budapesta, 1943
- Cserkészek francia nyelvkönyve; coord. Endre Schrank Endre, Miklós Szabolcsi; Magyar Cserkészfiúk Szövetsége, Budapesta, 1947 (Jamboree füzetek)
- József Attila (1952)
- A valóságábrázolás és pártosság kérdései; Magyar Újságírók Országos Szövetsége, Budapesta, 1955 (Újságírók szakmai előadásai és vitái)
- Irodalom és felelősség. Tíz év irodalmi kritikáiból; ed. Miklós Szabolcsi; Művelt Nép, Budapesta, 1955
- Költészet és korszerűség (1959)
- Kis magyar irodalomtörténet (în colaborare cu Tibor Klaniczay și cu József Szauder, 1961)
- Fiatal életek indulója. József Attila pályakezdése (1963)
- Elődök és kortársak (1964)
- Jel és kiáltás. Az avantgárd és a neoavantgárd kérdéseihez (1971)
- A clown mint a művész önarcképe (1974)
- Érik a fény. József Attila élete és pályája (1923–1927) (1977)
- A neoavantgárd (1983)
- Világirodalom a 20. században. Főbb áramlatok (1987)
- „A hetedik te magad légy!”. Újabb József Attila versértelmezések. Az ELTE Bölcsészettudományi Karának XX. századi Magyar Irodalomtörténeti Tanszékén készült dolgozatok; ed. Miklós Szabolcsi; ELTE BTK XX. századi Magyar Irodalomtörténeti Tanszék, Budapesta, 1991
- „Kemény a menny”. József Attila élete és pályája 1927–1930 (1992)
- Kész a leltár. József Attila élete és pályája 1930–1937 (1998)
- Füst Milán-dialógusok; ed.  András Kovács Kristóf, Miklós Szabolcsi; Anonymus, Budapesta, 2000 (Belépő)
- József Attila élete és pályája I–II. (ediție unică, 2005)
- József Attila Párizsban / Attila József à Paris; ed. Miklós Szabolcsi, traducere franceză Günther L. Schreiber; Fekete Sas, Budapesta, 2005
- A clown, mint a művész önarcképe; ed. a II-a revăzută; Argumentum, Budapesta, 2011